# Selección femenina de fútbol sub-20 de los Estados Unidos
La Selección femenina de fútbol sub-20 de los Estados Unidos (en inglés: United States women's national under-20 soccer team) es el equipo representativo de dicho país en las competiciones oficiales de la categoría. Su organización está a cargo de la Federación de Fútbol de los Estados Unidos, miembro de la Concacaf y la FIFA.
Obtuvo seis veces el Campeonato Femenino Sub-20 de la Concacaf y en tres ocasiones fue campeón de la Copa Mundial Femenina de Fútbol Sub-20.

## Estadísticas

### Copa Mundial Femenina Sub-20
| Canadá 2002             | Campeón          | 6           | 6           | 0           | 0           | 26          | 2           |             |             |
| Tailandia 2004          | Tercer lugar     | 6           | 5           | 0           | 1           | 14          | 4           |             |             |
| Rusia 2006              | Cuarto lugar     | 6           | 4           | 2           | 0           | 11          | 3           |             |             |
| Chile 2008              | Campeón          | 6           | 5           | 0           | 1           | 12          | 3           |             |             |
| Alemania 2010           | Cuartos de final | 4           | 2           | 2           | 0           | 8           | 2           |             |             |
| Japón 2012              | Campeón          | 6           | 4           | 1           | 1           | 10          | 5           |             |             |
| Canadá 2014             | Cuartos de final | 4           | 2           | 1           | 1           | 5           | 3           |             |             |
| Papúa Nueva Guinea 2016 | Cuarto lugar     | 6           | 2           | 2           | 2           | 7           | 6           |             |             |
| Francia 2018            | Primera ronda    | 3           | 1           | 1           | 1           | 8           | 3           |             |             |
| Costa Rica 2022         | Primera ronda    | 3           | 1           | 0           | 2           | 4           | 6           |             |             |
| Colombia 2024           | Tercer lugar     | 7           | 4           | 1           | 2           | 16          | 7           |             |             |
| Polonia 2026            | Por definir      | Por definir | Por definir | Por definir | Por definir | Por definir | Por definir | Por definir | Por definir |
| Total                   | 11/11            | 57          | 36          | 10          | 11          | 121         | 44          |             |             |

### Campeonato Femenino Sub-20 de la Concacaf
| Edición                   | Resultado        | PJ | PG | PE | PP | GF  | GC |
| Trinidad y Tobago 2002    | Ganador de grupo | 3  | 3  | 0  | 0  | 34  | 1  |
| Canadá 2004               | Subcampeón       | 5  | 3  | 1  | 1  | 32  | 3  |
| México 2006               | Campeón          | 5  | 5  | 0  | 0  | 19  | 3  |
| ------------------------- | ---------------- | -- | -- | -- | -- | --- | -- |
| México 2008               | Subcampeón       | 5  | 4  | 0  | 1  | 20  | 1  |
| Guatemala 2010            | Campeón          | 5  | 5  | 0  | 0  | 15  | 2  |
| Panamá 2012               | Campeón          | 4  | 4  | 0  | 0  | 24  | 1  |
| Islas Caimán 2014         | Campeón          | 5  | 5  | 0  | 0  | 29  | 0  |
| Honduras 2015             | Campeón          | 5  | 4  | 1  | 0  | 22  | 3  |
| Trinidad y Tobago 2018    | Subcampeón       | 5  | 3  | 2  | 0  | 8   | 4  |
| República Dominicana 2020 | Campeón          | 7  | 7  | 0  | 0  | 44  | 1  |
| República Dominicana 2022 | Campeón          | 7  | 7  | 0  | 0  | 49  | 0  |
| República Dominicana 2023 | Subcampeón       | 5  | 4  | 0  | 1  | 18  | 5  |
| Total                     | 11/11            | 61 | 54 | 4  | 3  | 314 | 24 |

## Palmarés
- Copa Mundial Femenina de Fútbol Sub-20 (3): 2002, 2008 y 2012.
- Campeonato Femenino Sub-20 de la Concacaf (7): 2006, 2010, 2012, 2014, 2015, 2020, 2022.

## Jugadoras

### Última convocatoria
Las siguientes jugadoras fueron convocadas para la Copa Mundial Femenina de Fútbol Sub-20 de 2022.